# Lampos
Segons la mitologia grega, Lampos (en grec antic: Λάμπος) va ser un heroi troià que apareix a la Ilíada.
Era fill de Laomedont i d'Estrimo i, en conseqüència, germà de Príam; a més, va ser el pare de Dòlops. Formava part, per la seva edat, del consell d'ancians que assessoraven Príam, i no va participar directament a la guerra de Troia. Va donar nom a la ciutat de Lampònion, a la Tròada.